# Mesoleuca borealis
Mesoleuca borealis är en fjärilsart som beskrevs av Herz 1904. Mesoleuca borealis ingår i släktet Mesoleuca och familjen mätare. Inga underarter finns listade i Catalogue of Life.